# ジェイリーグエンタープライズ
株式会社ジェイリーグエンタープライズ (J.L.E.) は、かつて存在した日本プロサッカーリーグ（Jリーグ）の関連法人。

## 概要
1975年10月、日本サッカー協会傘下の社会人リーグのトップカテゴリであった日本サッカーリーグ (JSL) の公認グッズの販売等を目的にした「ジェイ・エス・エル商事株式会社」として設立。1993年3月15日、Jリーグの発足に伴い社名を現在のものに改められた。
Jリーグや、Jリーグ加盟クラブの名称・意匠および所属選手の肖像を用いた商品に関して（公社）日本プロサッカーリーグから許諾を受けた唯一のライセンス商品化窓口となっており、合わせてサッカー日本代表のマーク・ロゴを使った公認グッズの開発・販売等を主たる業務としている。また、Jリーグの健全な財政基盤の確立、また各クラブの支援目的のための多彩なスポーツビジネスの提案を進めている。
2010年6月、経営難に陥った東京ヴェルディの運営会社（東京ヴェルディ1969フットボールクラブ株式会社）株式を、親会社であった「東京ヴェルディホールディングス株式会社」からの譲渡により一時引き受け、同年10月に第三者へ株式を譲渡するまで筆頭株主として同クラブを運営した（過去にはJ.L.E.の子会社であるJリーグフォトがサガン鳥栖へ暫定的に出資する計画があったが、一部の既存株主の了解が得られず実現しなかった）。
2016年9月、Jリーグチェアマンの村井満が日本経済新聞に掲載したコラムの中でJ.L.E.をはじめとしたJリーグ関連会社の再編を示唆。同年12月14日に開催したJ.L.E.の取締役会で、2017年1月4日にJリーグ公式映像製作・ライブ映像配信を行うJ.L.E.100％出資の「株式会社Jリーグデジタル」を設立することを決議。さらに2017年4月1日付でJ.L.E.の事業部門を関連会社だったJリーグフォトに吸収分割（同時に社名を株式会社「Jリーグマーケティング」に変更）させ、J.L.E.を純粋持株会社化して株式会社Jリーグホールディングスに商号を変更した。その後、Jリーグ関連会社の統合により、株式会社Jリーグの一部門となっている。

## 取り扱いライセンス商品の種類
- 菓子
- 飲料
- 食品類
- ファッション雑貨類
- 時計
- 文房具
- 玩具・ぬいぐるみ類
- 出版物
- 日用品
- カー用品
- ペット用品など

以上の商品の多くはフラッグスタウンをはじめ、スポーツオーソリティー、アルペン、スポーツデポ、加茂商事（サッカーショップKAMO）など、スポーツ用品店に多数納入・販売されている。
ライセンス使用料は一律に「希望小売価格×製造個数（販売個数ではない）」の5%に設定されており、別途グラフィックマニュアル代が発生する。